# Fórmula Ford Nueva Zelanda
La Fórmula Ford Nueva Zelanda es la categoría de monoplazas de Fórmula Ford que se disputa desde 1971 en Nueva Zelanda.

## Historia
La Fórmula Ford surgió como una clase de carreras en Nueva Zelanda. En 1972, el campeonato inaugural de Fórmula Ford de Nueva Zelanda fue ganado por David Oxton. La categoría de monoplazas se convirtió rápidamente en la serie para los jóvenes pilotos de carreras emergentes por excelencia de Nueva Zelanda. Los graduados más destacados incluyen a Brendon Hartley, David Oxton, Dave McMillan, Scott Dixon, Fabian Coulthard y Jonny Reid.

## Campeones
| Año     | Campeón             | Ref.  |
| ------- | ------------------- | ----- |
| 1971-72 | David Oxton         |       |
| 1972-73 | Dave McMillan       |       |
| 1973-74 | Peter Hughes        |       |
| 1974-75 | Grant Walker        |       |
| 1975-76 | Dave McMillan       |       |
| 1976-77 | Eric Morgan         |       |
| 1977-78 | Grant Campbell      |       |
| 1978-79 | Mike Finch          |       |
| 1979-80 | Mike King           |       |
| 1980-81 | Jeff Pascoe         |       |
| 1981-82 | Mike King           |       |
| 1982-83 | Kevin Ingram        |       |
| 1983-84 | Steven Richards     |       |
| 1984-85 | John Crawford       |       |
| 1985-86 | Craig Coleman       |       |
| 1986-87 | Shane Higgins       |       |
| 1987-88 | Craig Baird         |       |
| 1988-89 | Grant Campbell      |       |
| 1989-90 | Paul Larsen         |       |
| 1990-91 | Andy McElrea        |       |
| 1991-92 | Gary Croft          |       |
| 1992-93 | Ashley Stichbury    |       |
| 1993-94 | Ashley Stichbury    |       |
| 1994-95 | Shane Drake         |       |
| 1995-96 | Greg Tullett        |       |
| 1996-97 | Scott Dixon         |       |
| 1997-98 | Greg Tullett        |       |
| 1998-99 | LeRoy Stevenson     |       |
| 1999-00 | Phil Hellebrekers   |       |
| 2000-01 | James Cressey       |       |
| 2001-02 | Fabian Coulthard    |       |
| 2002-03 | Jonny Reid          |       |
| 2003-04 | Tim Edgell          |       |
| 2004-05 | Shannon O'Brien     |       |
| 2005-06 | Shane van Gisbergen |       |
| 2006-07 | Sam MacNeill        |       |
| 2007-08 | John Whelan         |       |
| 2008-09 | Richie Stanaway     |       |
| 2009-10 | Martin Short        |       |
| 2010-11 | Andre Heimgartner   |       |
| 2011-12 | Andre Heimgartner   |       |
| 2012-13 | James Munro         |       |
| 2013-14 | Jamie Conroy        |       |
| 2014-15 | Taylor Cockerton    |       |
| 2015-16 | Michael Scott       |       |
| 2016-17 | Liam Lawson         |       |
| 2017-18 | Callum Hedge        |       |
| 2018-19 | Jordan Michels      | [ 3 ] |
| 2019-20 | Billy Frazer        | [ 4 ] |
| 2020-21 | James Penrose       | [ 5 ] |
| 2022    | Alex Crosbie        | [ 6 ] |